# Klement Gottwald

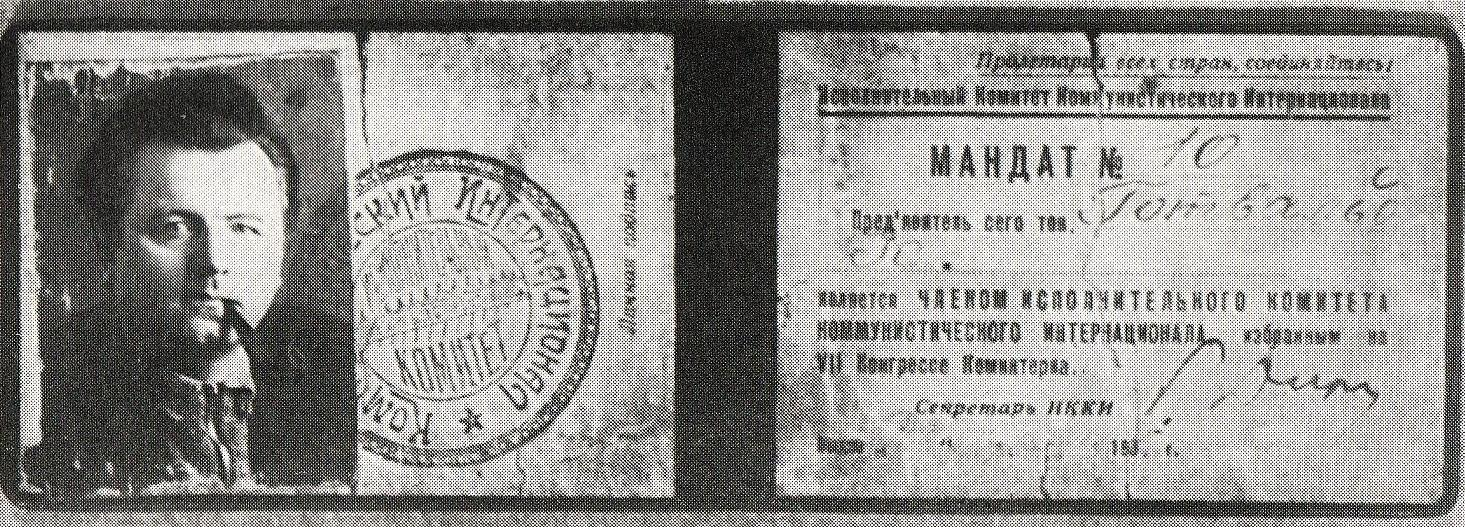
Legitymacja Klementa Gottwalda jako członka Kominternu z 1935

Klement Gottwald (ur. 23 listopada 1896 w Dědicach, zm. 14 marca 1953 w Pradze) – czechosłowacki polityk i działacz komunistyczny. Lider Komunistycznej Partii Czechosłowacji w latach 1929–1953. Premier Czechosłowacji w latach 1946–1948. Prezydent Czechosłowacji w latach 1948–1953.

## Życiorys

### Dzieciństwo i młodość
Pochodził z Moraw, gdzie urodził się jako nieślubne dziecko. Jego matką była służąca Marie Gottwaldová, a ojcem František Skácel, rolnik. Jego matka wzięła później ślub z Ignácem Letošem. 
Do 1905 roku wychowywany był przez krewnych z rodziny Beslezen w Vyškovie, a w latach 1905–1908 mieszkał z nową rodziną matki w Herolticach. W 1908 roku został wysłany do swojego wuja H. Krušina do Wiednia, gdzie kształcił się w stolarstwie. Od 1912 działał w ruchu socjalistycznym. Od 1914 pracował jako stolarz w Lipníku nad Bečvou i Hranicach.

### Działalność do 1945
W latach 1915–1918 służył jako żołnierz w Armii Austro-Węgier na froncie wschodnim. Był żołnierzem 42 Pułku Armat Polowych, brał udział w walkach podczas ofensywy Brusiłowa. Został ranny podczas bitwy pod Zborowem w 1917 roku. W latach 1917–1918 przebywał na froncie włoskim i brał udział w walkach nad jeziorem Garda.
W lipcu 1918 zdezerterował z armii, następnie ukrywał się na Morawach. Po powstaniu Czechosłowacji zgłosił się do służby w Armii Czechosłowackiej, został przydzielony do 42 pułku artylerii. W 1919 roku brał udział w wojnie polsko-czechosłowackiej, następnie brał udział w walkach z Węgierską Republiką Rad na terenie Słowacji i Rusi Zakarpackiej. Następnie przebywał w Witkowicach i Hradcu nad Moravicí. Został zdemobilizowany jesienią 1920 roku.
W latach 1920–1921 pracował w fabryce mebli w Rousínovie, gdzie zaangażował się w działalność organizacji socjaldemokratycznych. Współpracował z gazetami „Rovnost” i „Pravda”. 
W 1921 został członkiem nowopowstałej Komunistycznej Partii Czechosłowacji. W latach 1921–1922 mieszkał w Bańskiej Bystrzycy, a następnie, do 1924 roku, we Vrútkach, gdzie pracował jako redaktor w komunistycznych czasopismach „Hlas ľudu”, „Proletárka” i „Pravda” oraz jako działacz sportowy. W 1923 roku został członkiem komitetu partii w Żylinie oraz członkiem komisji prasowej KSČ na Słowacji. W 1926 roku wydał w Żylinie manifest, w którym wzywał do nadania Słowacji szerokiej autonomii. W 1924 i 1925 roku był delegatem na kongres KSČ, został wówczas wybrany do komitetu centralnego oraz biura politycznego partii. W 1926 roku objął stanowisko przewodniczącego komisji propagandy i agitacji, a rok później został wybrany sekretarzem komitetu centralnego partii.
W latach 1926–1929 był liderem stalinowskiego stronnictwa w partii, sprzeciwiał się kierownictwu partii, które uważał za zbyt mało rewolucyjne i optymistyczne. W 1928 roku został wybrany członkiem Komitetu Wykonawczego Międzynarodówki Komunistycznej. W tym samym roku wziął ślub z Marią Holubovą, z którą miał wcześniej córkę – Martę.
W lutym 1929 roku został wybrany sekretarzem generalnym KSČ, pod jego przywództwem partia stała się stronnictwem radykalnie stalinowskim (określanym jako „sekciarskie”), partię opuściło wówczas około 80% członków. Od tego samego roku zasiadał również w czechosłowackim parlamencie. 
W maju 1934 roku partia zgłosiła go jako kandydata w wyborach prezydenckich. W czerwcu 1934 roku czechosłowacka policja wystawiła za nim list gończy, w związku z czym przebywał w ukryciu. W sierpniu tego samego roku wyjechał do Związku Radzieckiego, gdzie pracował w organach Kominternu. Brał udział w organizacji siódmego kongresu Kominternu w 1935 roku, podczas którego został wybrany sekretarzem jego Komitetu Wykonawczego, stanowisko to piastował do 1943 roku. Podczas jego pobytu za granicą partią kierowali Jan Šverma i Rudolf Slánský, Gottwald powrócił do Czechoslowacji w lutym 1936 roku.
W krytycznym momencie zagrożenia Czechosłowacji ze strony III Rzeszy zabiegał o współpracę partii komunistycznej ze wszystkimi siłami demokratycznymi i patriotycznymi. Po układzie monachijskim i zakazie działalności KPCz przez rząd Czecho-Słowacji w listopadzie 1938 roku ponownie wyjechał do ZSRR. Po ataku Niemiec na ZSRR ewakuował się do Ufy. Zaangażował się w działalność Komitetu Wszechsłowiańskiego. W grudniu 1943 porozumiał się z prezydentem Edvardem Benešem i czechosłowackim rządem emigracyjnym w Londynie w sprawie zjednoczenia antyniemieckiego ruchu oporu.
Cierpiał na alkoholizm. We wrześniu 1944 roku przeszedł zawał serca.

### Powrót do Czechosłowacji i prezydentura

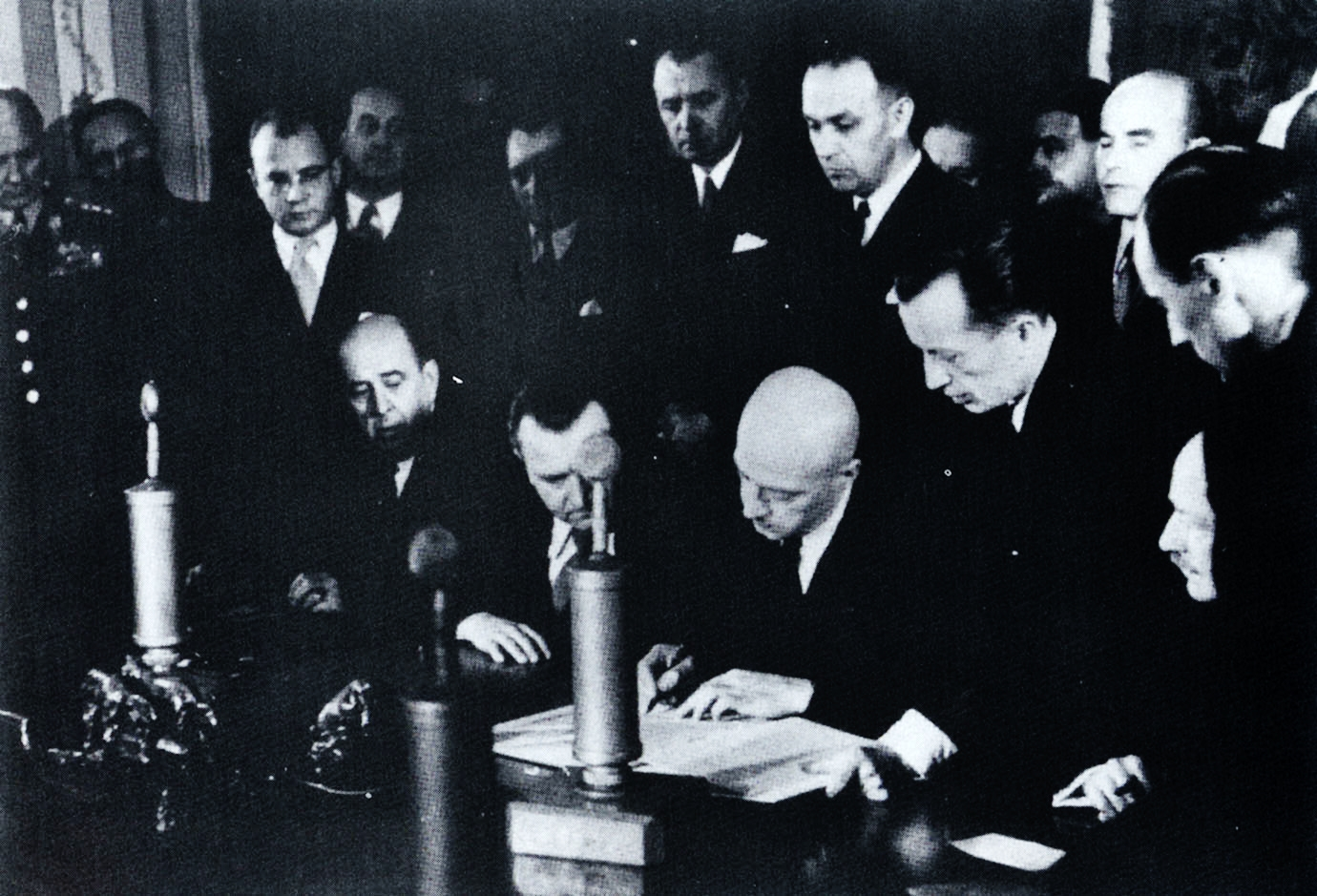
Podpisanie układu o przyjaźni i wzajemnej pomocy między Czechosłowacją a Polską, siedzą; Jan Masaryk, Klement Gottwald i Józef Cyrankiewicz

10 maja 1945 przyjechał do Pragi i objął oficjalnie urząd wicepremiera w rządzie premiera Zdenka Fierlingera. Został też przewodniczącym Frontu Narodowego Czechów i Słowaków. Po zwycięstwie Komunistycznej Partii Czechosłowacji w wyborach parlamentarnych w 1946 Gottwald objął urząd premiera, podczas kampanii wyborczej promował wówczas pomoc dla rolników indywidualnych i małych przedsiębiorców oraz współpracę z inteligencją. W lutym 1948 doprowadził do przejęcia władzy dyktatorskiej przez komunistów przy zachowaniu fasady systemu wielopartyjnego. 14 czerwca 1948, po rezygnacji Edvarda Beneša, został prezydentem Czechosłowacji.
Pomimo wcześniejszego zainteresowania Gottwalda „czechosłowacką drogą do socjalizmu”, po przejęciu władzy przystąpiono do stalinizacji państwa. W gospodarce postawiono na przemysł ciężki i gwałtowną kolektywizację rolnictwa.
W okresie rządów Gottwalda wydano ponad 230 wyroków śmierci, tysiące przeciwników politycznych poddano represjom lub skazano na więzienie. W 1950 Gottwald, pomimo licznych apeli, nie ułaskawił znanej polityk Milady Horákovej. Czystki dotknęły też polityków komunistycznych: Rudolfa Slánskiego, Vladimíra Clementisa czy Gustáva Husáka.

### Śmierć i pochówek
Cierpiał na alkoholizm i syfilis. Pod koniec życia odcięty był od ludzi i aktywu partyjnego, miał żyć w atmosferze paranoi i strachu. 
11 marca 1953 wrócił do kraju z wizyty na pogrzebie Józefa Stalina w Moskwie. Zmarł 14 marca 1953 o godz. 11:00, bezpośrednim powodem śmierci Gottwalda było pęknięcie tętniaka aorty i wylew wewnętrzny.
Po śmierci ciało Gottwalda zostało zabalsamowane i wystawione na widok publiczny w Narodowym Miejscu Pamięci na Žižkovie w Pradze. W 1962 dokonano jej kremacji. Prochy Gottwalda pozostawiono jednak w sarkofagu na Žižkovie. 
W 1990 urnę z prochami umieszczono we wspólnym grobie czechosłowackich działaczy komunistycznych na cmentarzu olszańskim w Pradze.

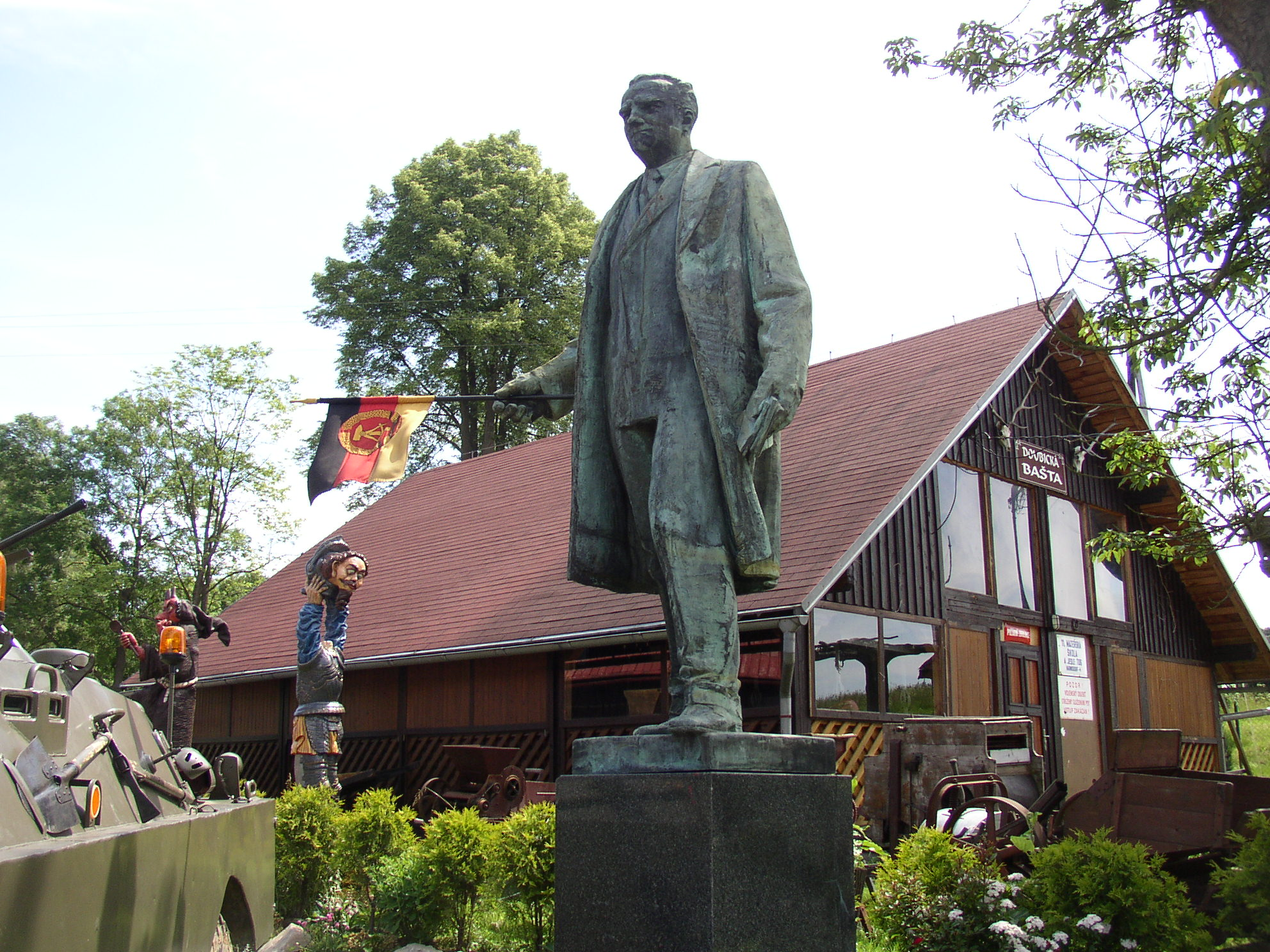
Pomnik Klementa Gottwalda w Doubicach

## Spuścizna i ocena
W 2005 został uznany za najbardziej niepopularnego Czecha w sondażu przeprowadzonym przez stację telewizyjną Česká televize.

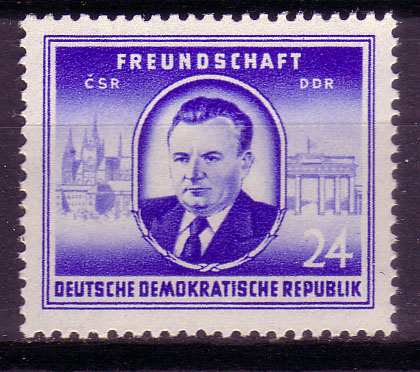
Znaczek poczty NRD z wizerunkiem Gottwalda z 1952

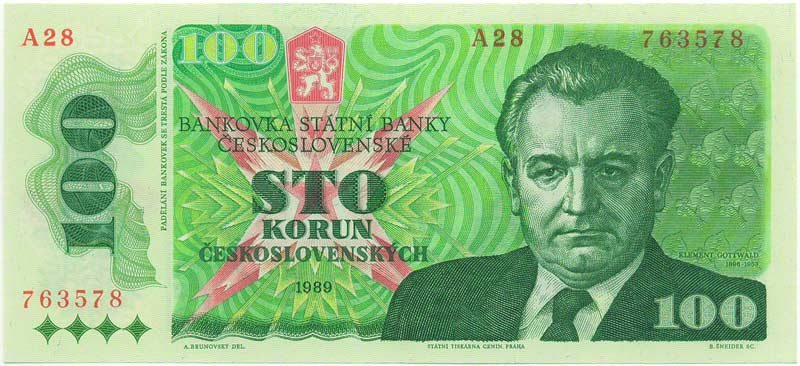
Banknot o nominale 100 koron z wizerunkiem Klementa Gottwalda

Współcześnie dorobku i spuścizny prezydenta Klementa Gottwalda broni Komunistyczna Partia Czech i Moraw, której działacze regularnie składają wieńce na jego grobie.

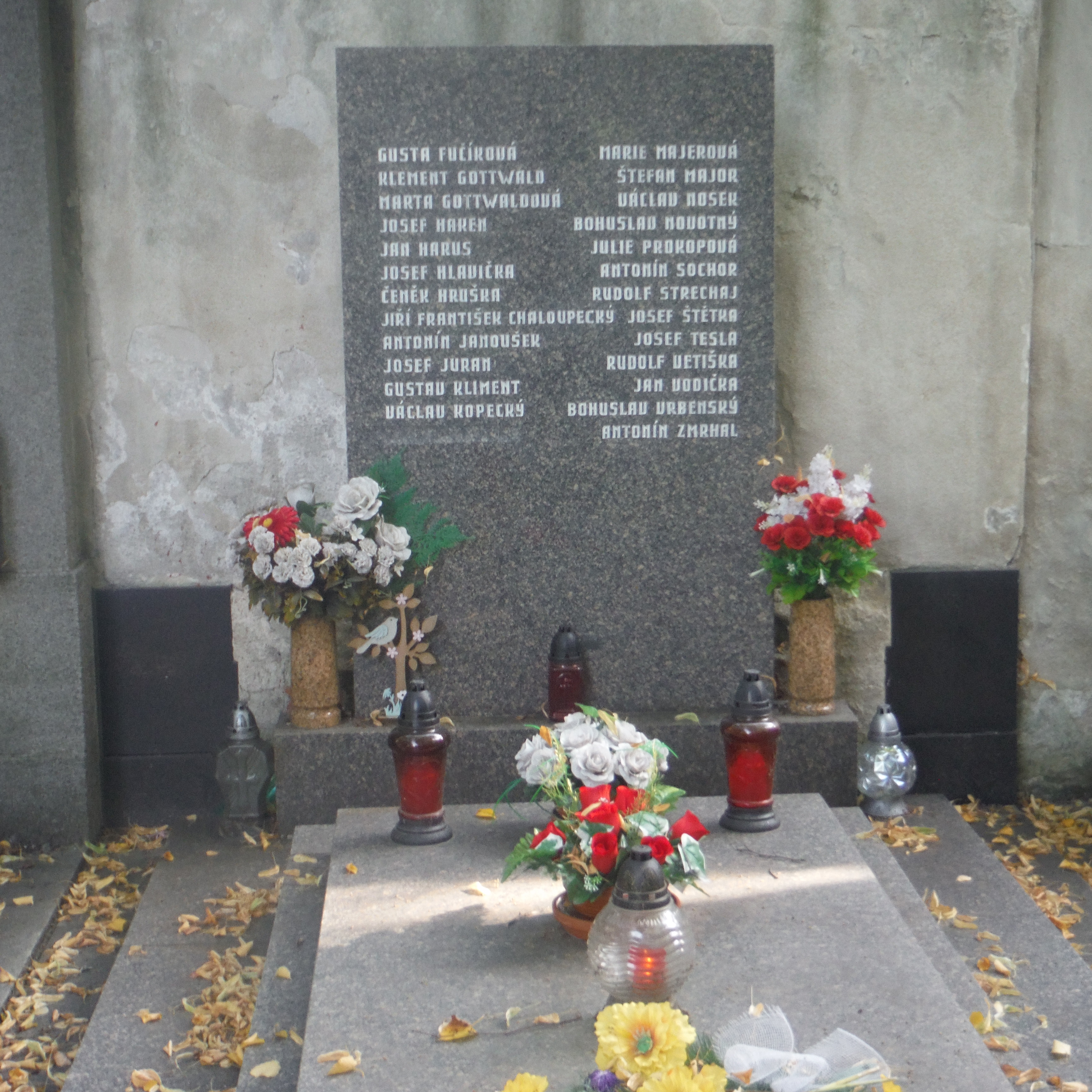
Grób Klementa Gottwalda i innych czechosłowackich działaczy komunistycznych

## Ordery, odznaczenia i nagrody
- Order Budowy Socjalistycznego Państwa (1953)

- Order 9 września 1944 I klasy (Ludowa Republika Bułgarii)
- Krzyż Wielki Order Odrodzenia Polski (Rzeczpospolita Polska)[14]
- Honorowy obywatel Lanškroun[15]
- Honorowy obywatel Blovic (tytuł odebrany w 2002)
- Honorowy obywatel Strakonic (tytuł odebrany w 2012)
- Honorowy obywatel Vyškov (tytuł odebrany w 2007)
- Honorowy obywatel Karniowa (tytuł odebrany w 2019)
- Honorowy obywatel Czeskich Budziejowic (tytuł odebrany w 2017)[16]

## Upamiętnienie
- W 1952 poczta NRD wydała znaczek pocztowy z jego podobizną.
- W latach 1976–1990 miasto Zmijiw nosiło na jego cześć nazwę Gotwald.
- W latach 1966–1992 był patronem jednej z ulic w Moskwie.
- W latach 1949–1989 na jego cześć nazwę Gottwaldov nosiło miasto Zlin[17].
- W latach 1953–1990 imię Klementa Gottwalda nosiło XIV Liceum Ogólnokształcące w Warszawie.
- Do 1989 imię Klementa Gottwalda nosiła jedna z głównych ulic w Gliwicach.
- W latach 1953–1990 imię Klementa Gottwalda nosił plac we Wrocławiu w dzielnicy Karłowice.
- W latach 1953–1990 nazwę Gottwalda nosiła Kopalnia Węgla Kamiennego „Gottwald”.
- W latach 1953–1956 Klement Gottwald był patronem Zakładów Włókien Chemicznych Chemitex-Celwiskoza.
- 19 marca 1953 na jego cześć nazwano polski drobnicowiec[18].
- W 1989 Państwowy Bank Czechosłowacji wydał banknot o nominale 100 koron z jego wizerunkiem[19].
- Pomnik Klementa Gottwalda znajduje się obecnie w Doubicach[20][21].

## W kinematografii
W filmie Żołnierze wolności (1977) w reżyserii Jurija Ozierowa w rolę Gottwalda wcielił się aktor Bohus Pasterek.